# Cathay Pacific
Cathay Pacific (chino tradicional: 國泰航空公司; chino simplificado: 国泰航空公司; pinyin: Guótài Hángkōng Gōngsī; abreviación: 國泰/国泰) es la aerolínea de bandera de la región administrativa especial de Hong Kong, con su sede central y base de operaciones principal en el Aeropuerto Internacional de Hong Kong. Cathay Pacific opera vuelos de pasajeros y de carga a más de 200 destinos en 52 países en África, Asia, Europa, Norteamérica y Oceanía con una flota de fuselaje ancho que consiste en aviones Airbus A330, Boeing 777 y Airbus A350. Su subsidiaria Dragonair opera vuelos a 44 destinos en la región del Asia-Pacífico desde su base en Hong Kong y juntas, las aerolíneas transportaron a casi 27 millones de pasajeros y más de 1,8 millones de toneladas de carga y correo. 
Cathay Pacific fue fundada el 24 de septiembre de 1946 y en 2006 la aerolínea celebró su 60 aniversario. Al año 2009, los mayores accionistas de Cathay Pacific son Swire Pacific y Air China. Recíprocamente, Cathay Pacific es accionista mayoritario de Air China.
Cathay Pacific actualmente ostenta el título de la décima aerolínea más grande del mundo en términos de capitalización de mercado. En 2010, Cathay Pacific se convirtió en la aerolínea más grande de carga internacional, junto con su base de operaciones en el Aeropuerto Internacional de Hong Kong, que es el aeropuerto con más tráfico de carga en el mundo.
Cathay Pacific es un miembro fundador de la alianza Oneworld, y su subsidiaria Dragonair es miembro afiliado.
Es una de las siete únicas aerolíneas que ha obtenido la calificación de cinco estrellas de Skytrax, junto con Qatar Airways, All Nippon Airways, Hainan Airlines, Asiana Airlines, Singapore Airlines, Garuda Indonesia y Eva Air.

## Historia
Cathay Pacific, fue fundada en Hong Kong el 24 de septiembre de 1946 por el estadounidense Roy Farrell y el australiano Sydney de Kantzow, ambos expilotos de la fuerza aérea y familiarizados con la ruta sobre las Montañas Himalaya. Cada uno puso 1 dólar de Hong Kong para registrar la línea aérea. Al principio se establecieron en Shanghái, pero finalmente se movieron a Hong Kong para arrancar una nueva línea aérea con Cathay Pacific. La historia cuenta que la línea aérea fue concebida por Farrell y algunos correspondientes extranjeros en la barra del Hotel de Manila. Ellos la llamaron Cathay, ya que era un nombre antiguo dado a China, y Pacific, de Océano Pacífico, porque creyeron que algún día volarían a través de Océano Pacífico a Estados Unidos. En el primer vuelo de Cathay Pacific, Roy Farrell y Sydney de Kantzow volaron de Hong Kong a Manila, y más tarde a Shanghái. Su única aeronave era un Douglas C-47. 
La empresa empezó volando a Manila, Bangkok, Singapur y Shanghái, aunque los vuelos programados eran únicamente entre Manila, Singapur y Bangkok. En 1948 Butterfield y Swire (ahora conocida como Swire Group) compró el 45% de Cathay Pacific, Ansett se quedó con el 35% y Farrell y de Kantzow el 10 % cada uno. La nueva empresa comenzó sus operaciones el 1 de julio de 1948 y fue registrada como Cathay Pacific Limited el 18 de octubre. Swire más tarde adquirió el 52 % de Cathay Pacific y hoy la línea aérea todavía es parte del Grupo Swire a través de Swire Pacific.

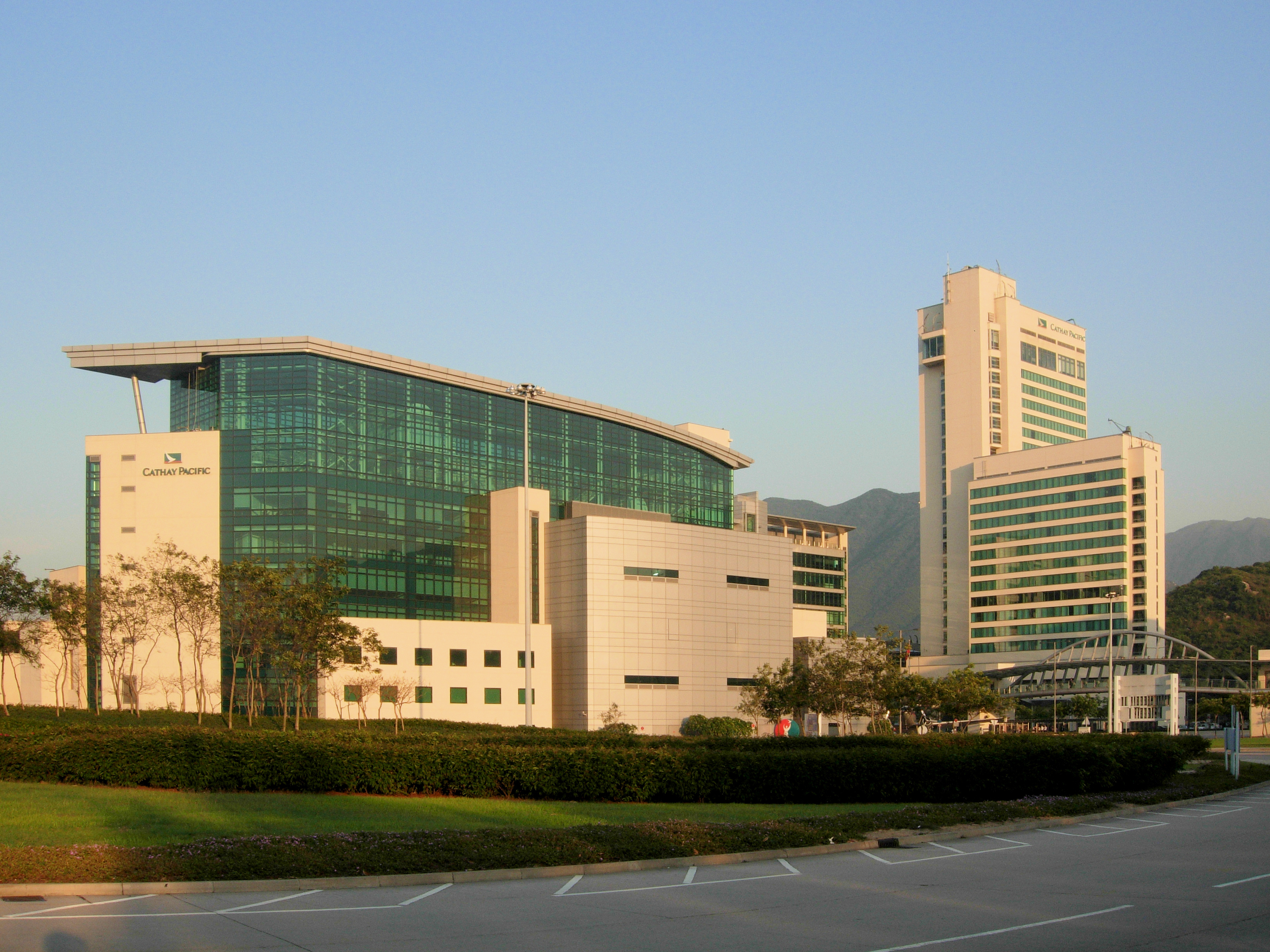
Sede de Cathay Pacific en Hong Kong.

La línea aérea prosperó en los años 60. Compró a su rival Hong Kong Airways en 1959, registró el doble de crecimiento en 1967, adquirió su primer reactor, el Convair 880 y comenzó rutas internacionales a Osaka, Fukuoka y Nagoya en Japón. En 1966 la línea aérea había transportado a un millón de pasajeros. La expansión continuó a lo largo de los años 1970 y sobre todo en los años 1980, cuando un auge a nivel de toda la industria aérea causó el crecimiento de las rutas a muchos centros europeos y Cathay Pacific salió a la bolsa en 1986. En enero de 1990, Cathay Pacific y su empresa propietaria, Swire Pacific, adquirieron una parte significativa de las acciones de Dragonair y el 60 % de la línea aérea de carga Air Hong Kong. Aun así, Cathay Pacific quedó tocada por la recesión asiática de finales de los años 1990, sufriendo una reorganización y desarrollando una nueva identidad.
En 1996 el chino CITIC compró el 25 % de Cathay Pacific. La parte perteneciente a Swire Group se vio reducida a un 44% ya que dos empresas chinas, CNAC y CTS, también compraron partes substanciales de la compañía. En septiembre de 1998 Cathay Pacific se convirtió en un socio fundador de la alianza Oneworld. En 2004 la línea aérea tenía una facturación de 39,065 millones de dólares de Hong Kong y unos beneficios de 4,417 millones. 
El 9 de junio de 2006, Cathay Pacific pasó por una reorganización de sus acciones ya que Dragonair pasaría a ser una filial completamente poseída por Cathay Pacific, aunque seguiría operando bajo el nombre de Dragonair. Además, Air China y su subsidiario CNAC Ltd adquirirían el 17.5 % de Cathay Pacific, pero este doblaría su participación en Air China hasta tener 20 %. CITIC reduciría su participación al 17.5 % y Swire reduciría la suya una vez más al 40 %.
En 2006 la línea aérea celebró su 60 aniversario y durante este año hizo una serie de espectáculos en gira que llamó el Cathay Pacific 60th Anniversary Skyshow, donde el público podía ver los acontecimientos de la línea aérea durante los 60 años pasados, jugar con juegos, reunirse con personal de la línea aérea y ver uniformes antiguos. Cathay Pacific también introdujo productos sobre su 60 aniversario y comidas a bordo servidas por restaurantes famosos en Hong Kong en la colaboración con las celebraciones.

## Destinos
Cathay Pacific vuela a 81 destinos (incluida la carga) en 46 países y territorios de los cinco continentes, con una sólida red asiática. La aerolínea presta servicio a varios puntos de entrada en Norteamérica y Europa, con conexiones directas con American Airlines y British Airways a través de Los Ángeles y Londres, respectivamente. Además, a través de una colaboración de código compartido con el operador ferroviario nacional francés, SNCF, la aerolínea vuela a diez ciudades francesas desde París.
La aerolínea tiene además un acuerdo de código compartido con los trenes franceses de alta velocidad (SNCF) desde la estación TGV del aeropuerto de París-Charles de Gaulle a 10 ciudades francesas, así como un acuerdo de código compartido con las compañías de ferry Cotai Water Jet y Chu Kong Passenger Transport Co., Ltd para enlazar a los pasajeros de Hong Kong con las ciudades de la Gran Bahía de Macao, Zhuhai, Shenzhen, Shekou y Guangzhou. Además, Bahrain Limo tiene un acuerdo de código compartido para servicios de autobús entre Bahréin y Dammam.

## Flota

### Pasajeros
La distribución de la flota de Cathay Pacific es la siguiente, con una edad media de 10.9 años (a junio de 2023):
| Aeronave          | En servicio | Pedidos | Pasajeros | Pasajeros | Pasajeros | Pasajeros | Pasajeros | Notas                           |
| Aeronave          | En servicio | Pedidos | F         | B         | P         | E         | Total     | Notas                           |
| ----------------- | ----------- | ------- | --------- | --------- | --------- | --------- | --------- | ------------------------------- |
| Airbus A320-200   | 2           | —       | —         |           |           |           |           |                                 |
| Airbus A321-200   | 2           | —       | —         |           |           |           |           |                                 |
| Airbus A321-251NX | 12          | —       | —         |           |           |           |           |                                 |
| Airbus A330-300   | 42          | —       | —         | 39        | —         | 223       | 262       |                                 |
| Airbus A330-300   | 42          | —       | —         | 39        | 21        | 191       | 251       |                                 |
| Airbus A330-300   | 42          | —       | —         | 24        | —         | 293       | 317       |                                 |
| Airbus A330-300   | 42          | —       | —         | 28        | —         | 265       | 293       |                                 |
| Airbus A350-941   | 28          | —       | —         | 38        | 28        | 214       | 280       |                                 |
| Airbus A350-1041  | 18          | 2       | —         | 46        | 32        | 256       | 334       |                                 |
| Boeing 777-300    | 17          | —       | —         | 42        | —         | 396       | 438       |                                 |
| Boeing 777-367ER  | 39          | —       | 6         | 53        | 34        | 201       | 294       |                                 |
| Boeing 777-367ER  | 39          | —       | —         | 40        | 32        | 296       | 368       |                                 |
| Boeing 777-9      | —           | 21      | TBA       | TBA       | TBA       | TBA       | TBA       | Las Entregas comienzan en 2025. |
| Total             | 160         | 23      |           |           |           |           |           |                                 |

### Carga
Cathay Pacific Cargo opera con una flota de 20 Boeing 747 de carga, además de utilizar los espacios de carga de aeronaves para el transporte de pasajeros de Cathay Pacific (a junio de 2023).
| Aeronave          | En servicio | Órdenes |
| ----------------- | ----------- | ------- |
| Boeing 747-400ERF | 6           | —       |
| Boeing 747-867F   | 14          | —       |
| TOTAL             | 20          | 0       |

### Flota histórica
| Avión           | Total | Introducido | Retirado | Notas |
| --------------- | ----- | ----------- | -------- | ----- |
| Airbus A320-200 | 1     | 2021        | 2022     |       |
| Boeing 777-200  | 5     | 1997        | 2019     |       |
| Boeing 747-200  | 15    | 1993        | 2009     |       |
| Boeing 747-300  | 6     | 1997        | 2002     |       |
| Boeing 747-400  | 26    | 1989        | 2016     |       |
| Airbus A340-200 | 4     | 1994        | 1997     |       |
| Airbus A340-300 | 18    | 1997        | 2017     |       |
| Airbus A340-600 | 3     | 2002        | 2009     |       |

## Accidentes e incidentes
- 15 de junio de 1972 - El  Vuelo 700Z de Cathay Pacific que llevaba 81 personas a bordo se desintegró mientras  estaba volando a 29.000 pies (8.839 m) sobre Pleiku, Vietnam del Sur. Una bomba explotó en una maleta colocada debajo de un asiento en la cabina haciendo que el avión explotara.
- 13 de abril de 2010 - El Vuelo 780 de Cathay Pacific efectuó un aterrizaje de emergencia en el aeropuerto de Hong Kong, tras problemas en el empuje de los motores por contaminación del combustible. No hubo muertos, aunque si cincuenta y siete heridos.